# Freycinetia webbiana
Freycinetia webbiana är en enhjärtbladig växtart som beskrevs av Charles Gaudichaud-Beaupré. Freycinetia webbiana ingår i släktet Freycinetia och familjen Pandanaceae.
Artens utbredningsområde är Vietnam. Inga underarter finns listade.